# Bileakivka, Mejova
Bileakivka (în ucraineană Біляківка) este un sat în comuna Raipole din raionul Mejova, regiunea Dnipropetrovsk, Ucraina.

## Demografie
Componența lingvistică a localității Bileakivka
     Ucraineană (100%)
Conform recensământului din 2001, toată populația localității Bileakivka era vorbitoare de ucraineană (100%).